# Esther Moyal
Esther Moyal (née Lazari ou al-Azharī en 1874 à Beyrouth et morte en 1948 à Jaffa) est une journaliste juive libanaise, écrivaine d'expression arabe et militante des droits des femmes. Elle est décrite comme une intellectuelle clé de la Nahda du XXe siècle, la Renaissance arabe,.

## Biographie
Élevée dans une famille séfarade de la classe moyenne originaire de Syrie, Esther Lazari parle couramment l'arabe, le français et l'anglais ; elle est instruite par l'écrivain arabe Muḥammad al-Bakr,. Elle obtient un diplôme en 1890, soit de l'American College for Girls à Beyrouth soit du Syrian Protestant College.
Elle enseigne dans des écoles chrétiennes et juives, et traduit des romans et des nouvelles en arabe, dont les romans d'Alexandre Dumas et d'Émile Zola. 
Elle est active dans plusieurs organisations féminines à Beyrouth dans les années 1890 : la Ligue des femmes libanaises, Bākūrat Sūriya (« L'aube de la Syrie ») et Nahdat al-Nisā' (« Les femmes qui s'éveillent »), un groupe à la fondation duquel elle a participé,. Esther Moyal représente la Syrie comme membre du Congrès des femmes à la World's Columbian Exhibition de 1893 à Chicago.
En 1894, elle épouse Simon Moyal (Shim'on Yosef Moyal) et le couple s'installe au Caire. Au Caire, Esther Moyal fonde le magazine féminin al-ʿĀʾila (La Famille) en 1898, qui devient un hebdomadaire en 1904. Le magazine a été largement salué et contenait des articles sur les problèmes domestiques modernes, la santé des femmes, des sujets littéraires et les actualités internationales. 
Esther Moyal est une fervente partisane des droits des femmes. Dans les pages de La Famille, elle énumère ses trois principes du féminisme :
1. La femme est un être moral, possédant un libre arbitre et une conscience active ;
2. Elle est égale à l'homme et l'état de son existence est soumis à sa propre direction ;

3. La femme a des propriétés spéciales qu'on ne trouve pas chez l'homme, et s'il lui est supérieur en force corporelle et en volonté, alors elle lui est supérieure par le raffinement de ses sentiments et la précision de son point de vue ; avec les moyens d'obtenir une même éducation, elle lui correspondrait en goût et en morale.
En réponse à un article de journal misogyne publié en 1894, Esther Moyal écrit une série de lettres à l'éditeur qui résume sa vision du féminisme : « Je dis que la femme qui dépense un peu d'argent pour l'encre et le papier, et passe son temps libre à lire et à écrire et ne le perd pas en bavardages oisifs, sait très bien comment gérer sa maison et élever ses enfants avec la modération, l'économie et la sagesse qui assurent à la fois le bonheur de ses enfants et la richesse de son au-delà ».
Inspirée par l'affaire Dreyfus, Esther Moyal écrit un livre sur la vie d'Émile Zola en 1903.
En 1908 ou 1909, la famille Moyal déménage à Jaffa, où Esther Moyal établit une organisation pour les femmes juives. Elle et Simon deviennent rédacteurs en chef du périodique Sawt al-ʿUthmāniyya (La voix de l'ottomanisme) en 1913. Ce journal juif rédigé en arabe démonte les attaques contre le sionisme et propose une vision d'une « patrie partagée » en Palestine dans le cadre de l'Empire ottoman.
Après la mort de son mari en 1913, Esther Moyal a vécu avec des parents à Marseille, puis elle est revenue à Jaffa au début des années 1940. Son fils ʽAbdallāh ('Ovadia) Nadīm est devenu poète.
La vie et l'œuvre d'Esther Moyal présentent une vision d'un Moyen-Orient pluraliste dépendant d'un discours libre et ouvert. Dans son introduction à un ensemble de biographies de femmes arabes, Esther Moyal a écrit qu'elle était reconnaissante de vivre à une époque « dans laquelle une grande arène a été ouverte pour que les sages diffusent leurs vérités parmi les peuples ; car cela a été le plus grand allié pour le progrès de la connaissance et la plus grande aide à sa diffusion ».